# Lista monumentelor istorice din județul Buzău - D

Simbol pentru monumentele istorice

Lista monumentelor istorice din județul Buzău - D cuprinde monumentele istorice înscrise în Patrimoniul cultural național al României și aflate în localități ce încep cu litera D din județul Buzău.
Lista completă este menținută și actualizată periodic de către Ministerul Culturii, Cultelor și Patrimoniului Național din România, prin intermediul Institutului Național al Patrimoniului, ultima versiune datând din 2015. Această listă cuprinde și actualizările ulterioare, realizate prin ordin al ministrului culturii.
| Cod LMI                               | Denumire                                        | Localitate                      | Localizare                                                                                    | Datare, Creatori                                                               | Imagine               | Erori             |
| ------------------------------------- | ----------------------------------------------- | ------------------------------- | --------------------------------------------------------------------------------------------- | ------------------------------------------------------------------------------ | --------------------- | ----------------- |
| BZ-I-s-B-02223                        | Situl arheologic de la Dara                     | sat Dara; comuna Pietroasele    | În marginea de S a satului, pe dreapta pârâului Dara                                          |                                                                                | Încarcă foto \| video | Raportează eroare |
| BZ-I-m-B-02223.01 (RAN: 48520.01.01)  | Așezare                                         | sat Dara; comuna Pietroasele    | În marginea de S a satului, pe dreapta pârâului Dara                                          | sec. IV p. Chr., Epoca migrațiilor, Cultura Sântanade Mureș - Cerneahov        | Încarcă foto \| video | Raportează eroare |
| BZ-I-m-B-02223.02 (RAN: 48520.01.02)  | Necropolă                                       | sat Dara; comuna Pietroasele    | În marginea de S a satului, pe dreapta pârâului Dara                                          | sec. IV p. Chr., Epoca migrațiilor, Cultura Sântanade Mureș - Cerneahov        | Încarcă foto \| video | Raportează eroare |
| BZ-I-s-B-02224 (RAN: 49368.01)        | Așezare                                         | sat Dâlma; comuna Scorțoasa     | „Culmea Dâlmei”, fost pichet de grăniceri al fostei granițe austro- ungare                    | mil. III - II, Epoca bronzului, Cultura Monteoru                               | Încarcă foto \| video | Raportează eroare |
| BZ-I-s-B-02225 (RAN: 47480.01)        | Situl arheologic de la Dealu Viei               | sat Dealul Viei; comuna Merei   | La V de sat, pe Domnic și pe terasa înaltă apârâului Sărata, de o parte și de alta a șoselei  |                                                                                | Încarcă foto \| video | Raportează eroare |
| BZ-I-m-B-02225.01 (RAN: 47480.01.03)  | Așezare                                         | sat Dealul Viei; comuna Merei   | La 0,8 km SE de sat și la E de șosea, cca. 0,7 km                                             | sec. VIII - XI, Epoca medievală timpurie, Cultura Dridu                        | Încarcă foto \| video | Raportează eroare |
| BZ-I-m-B-02225.02 (RAN: 47480.01.01)  | Așezare                                         | sat Dealul Viei; comuna Merei   | La V de sat, pe Domnic și pe terasa înaltă apârâului Sărata, de o parte și de alta a șoselei  | sec. V a. Chr. - I p. Chr., Latène, Cultura geto-dacică                        | Încarcă foto \| video | Raportează eroare |
| BZ-I-m-B-02225.03 (RAN: 47480.01.02)  | Așezare                                         | sat Dealul Viei; comuna Merei   | La V de sat, pe Domnic și pe terasa înaltă a pârâului Sărata, de o parte și de alta a șoselei | sec. XII - V a. Chr, Hallstatt                                                 | Încarcă foto \| video | Raportează eroare |
| BZ-I-s-B-02226 (RAN: 44890.01)        | Situl arheologic de la Dulbanu                  | sat Dulbanu; comuna Amaru       | „Valea Dulbanului”, la NV de sat                                                              |                                                                                | Încarcă foto \| video | Raportează eroare |
| BZ-I-m-B-02226.01 (RAN: 44890.01.03)  | Așezare                                         | sat Dulbanu; comuna Amaru       | Pe terasa Istăului, în marginea satului                                                       | sec. IV p. Chr., Epoca migrațiilor                                             | Încarcă foto \| video | Raportează eroare |
| BZ-I-m-B-02226.02 (RAN: 44890.01.02)  | Necropolă                                       | sat Dulbanu; comuna Amaru       | La V de sat, până în valea pârâului Istău                                                     | sec. IV - V p. Chr., Epoca migrațiilor                                         | Încarcă foto \| video | Raportează eroare |
| BZ-I-m-B-02226.03 (RAN: 44890.01.04)  | Așezare                                         | sat Dulbanu; comuna Amaru       | „Valea Dulbanului”, la NV de sat                                                              | sec. III - IV p. Chr., Epoca migrațiilor, Cultura Sântana de Mureș - Cerneahov | Încarcă foto \| video | Raportează eroare |
| BZ-I-m-B-02226.04 (RAN: 44890.01.05)  | Necropolă                                       | sat Dulbanu; comuna Amaru       | „Valea Dulbanului”, la NV de sat                                                              | sec. III - IV p. Chr., Epoca migrațiilor, Cultura Sântana de Mureș - Cerneahov | Încarcă foto \| video | Raportează eroare |
| BZ-I-m-B-02226.05 (RAN: 44890.01.01)  | Așezare                                         | sat Dulbanu; comuna Amaru       | Pe terasa Istăului, în marginea satului                                                       | sec. XII - V a. Chr., Hallstatt                                                | Încarcă foto \| video | Raportează eroare |
| BZ-II-m-B-02392 (RAN: 45708.01)       | Biserica de lemn „Adormirea Maicii Domnului”    | sat Dănulești; comuna Buda      |                                                                                               | 1762                                                                           | Încarcă foto \| video | Raportează eroare |
| BZ-II-m-B-02393                       | Moara Palcău                                    | sat Dâlma; comuna Scorțoasa     | 25                                                                                            | 1900                                                                           | Încarcă foto \| video | Raportează eroare |
| BZ-II-a-A-02394 (RAN: 49803.01)       | Fostul schit Dedulești                          | sat Dedulești; comuna Topliceni | 438                                                                                           | 1620                                                                           | Încarcă foto \| video | Raportează eroare |
| BZ-II-m-A-02394.01 (RAN: 49803.01.01) | Biserica „Pogorârea Sf. Duh” cu turn fortificat | sat Dedulești; comuna Topliceni | 438                                                                                           | 1620                                                                           | Încarcă foto \| video | Raportează eroare |
| BZ-II-m-A-02394.02 (RAN: 49803.01.02) | Turn fortificat                                 | sat Dedulești; comuna Topliceni | 438                                                                                           | 1620                                                                           | Încarcă foto \| video | Raportează eroare |
| BZ-IV-m-B-02523                       | Cruce de piatră                                 | sat Dealul Viei; comuna Merei   | „Gura Sărății”                                                                                | sec. XVIII                                                                     |                       | Raportează eroare |